# Богоматерь Подкубенская
Богома́терь Умиле́ние Подку́бенская (Богома́терь Умиле́ние То́лгская Подку́бенская) — икона Богоматери XIV века из Воскресенской церкви близ села Кубенское Вологодского уезда. Почиталась местными жителями как чудотворная. В настоящее время находится в Вологодском музее-заповеднике.

## Описание
Икона представляет собой доску с ковчегом, состоящую из древней срединной части с изображением Богоматери первой трети XIV века и двух новых боковых частей без изображения. Срединная часть состоит из двух досок — липовой и сосновой. При реставрации 1970-х годов были удалены две крайние сосновые доски, которые в XVI веке заменили утраченные первоначальные, и взамен изготовлены две новые доски. На торцах древних досок — остатки деревянных гвоздей, крепивших накладные торцовые шпонки; следы накладных тыльных шпонок; две поздние врезные шпонки. Живописный слой — темпера на левкасе и паволоке.

### Иконография и стиль
Икона «Богоматерь Подкубенская» представляет собой вариант извода Богоматери Умиление, иконография которого в русском искусстве XIII — XIV веков весьма разнообразна. По своей трактовке она наиболее близка Богоматери Толгской. Надпись «Богоматерь Толгския» была сделана при поновлении. В то же время имеется несколько существенных отличий от типа Толгской, среди которых, в первую очередь, поза и положение ног Младенца (правая ножка приподнята и повёрнута подошвой к зрителю) и рук, держащихся за кайму мафория, и как бы приоткрывающих его.

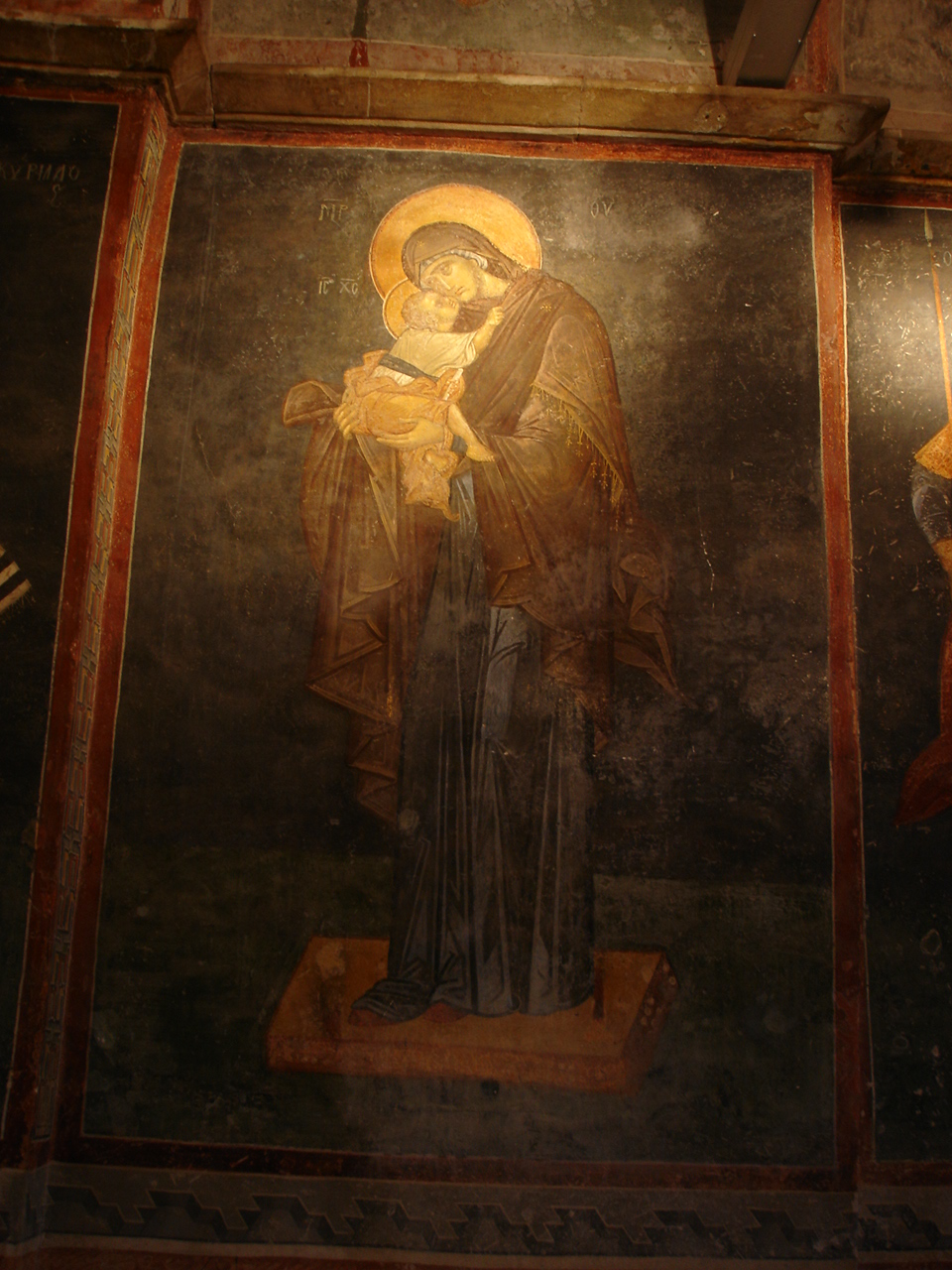
Фреска в апсиде пареклесии церкви Христа Спасителя в Полях монастыря Хора (около 1320 года)

Богоматерь изображена по пояс, чуть склонённой вправо. Младенец полусидит на Её левой руке. Склонив голову, Она левой рукой поддерживает спину Младенца, правой — Его ноги около колен. Ступня правой ножки поднята и обращена к зрителю. Левая ножка вытянута и упирается в правую руку Богоматери. Запрокинув голову, Младенец щекой и подбородком прикасается к щеке Богоматери.
Одежды Богоматери и Младенца традиционны, за исключением светлой рубашечки Христа, украшенной многочисленными свободно разбросанными мелкими геометрическими фигурками (ромбиками, точками и т. п.).

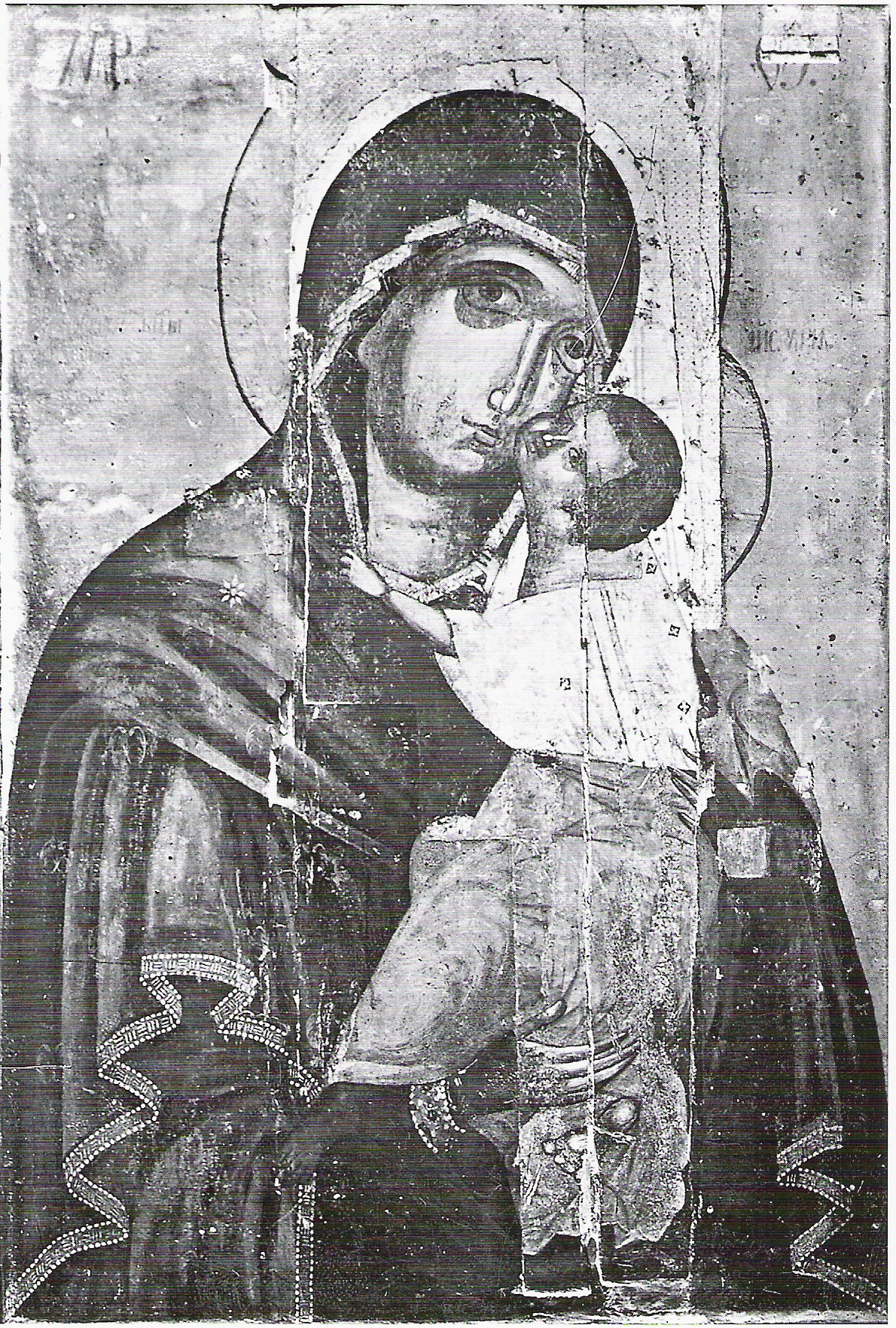
Богоматерь Умиление Подкубенская. Икона под записью XVI века

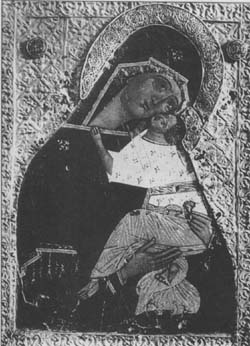
Богоматерь Умиление Подкубенская. XV век, Сергиево-Посадский музей-заповедник

Данный иконографический извод, вероятно, имеет византийское происхождение. Наиболее близким памятником является фреска в апсиде пареклесии церкви Христа Спасителя в Полях монастыря Хора в Стамбуле (около 1320 года). На византийской фреске, однако, Богоматерь изображена в полный рост и обращена влево, а Младенец держится за мафорий только правой рукой, в левой сжимая свиток. Расположение фрески лицом к сцене Воскресение — Сошествие во ад, написанной в конхе апсиды, порывистые движения Младенца, а также такие детали, как обнажённая ножка и светлая рубашечка, в которую одет Христос (символы жертвы), выказывают эсхатологический, сотериологический смысл этого образа. 
Примечательно также, что изображение рук, приоткрывающих (или, напротив, прикрывающих) края одежды, часто встречается на римских надгобиях и погребальных скульптурах II—III веков из Пальмиры.

## История
Происходит из церкви Воскресения Христова села Воскресенского, одного из двух небольших сёл, находившихся недалеко от крупного села Кубенское (в XIV—XVI веках — города Кубенского). Воскресенская церковь являлась путевой домашней церковью проезжающего мимо на богомолье в Кирилло-Белозерский монастырь царя Ивана IV Грозного.

### Авторство и датировка
До первой расчистки в 1920—1930-х годах икону приписывали Дионисию Глушицкому (XV век). После большинство специалистов стало относить её к XIV веку без уточнения авторства (В. А. Богусевич, И. В. Федышин, Ю. А. Олсуфьев, В. Н. Лазарев). Н. А. Дёмина датировала икону первой половиной XIV века. Также были сторонники датировать икону XIII веком. В пользу датировки первой третью XIV века свидетельствуют композиция иконы (с учётом живописи XVI века на убранных боковых частях), скупой живописный язык, тяжеловесные формы относительно крупного торса Богоматери с как бы стекающими очертаниями, спрямлённые контуры фигуры Младенца.

### Реставрация и современное состояние иконы
В XVI веке утраченные оригинальные боковые доски были заменены на две новые сосновые доски, икона была записана. Первая пробная расчистка (лик Христа) была выполнена А. И. Брягиным в селе Кубенское в 1928 году. 22 апреля 1929 года поступила в Вологодский музей-заповедник. В 1929—1930-е годы А. И. Брягин продолжил раскрытие иконы в Вологодском музее.
В 1966—1974 годах в ГЦХРМ А. Н. Овчинников раскрыл первоначальную живопись на центральных досках. Боковые доски с живописью XVI века были заменены новыми без изображения.

### Связь с другими образами
Известно восемь икон XIV—XVI веков, принадлежащих к типу Подкубенской и одна прорись с неизвестной иконы:
- «Умиление» (XV век) из суздальского Покровского монастыря;
- «Умиление» (XV век) из Троице-Сергиева монастыря;
- «Умиление» (XV век) из собрания итальянского банка Амброзиано Венето, после слияния с банком Карипло — банк Интеза;
- «Умиление» (конец XV — начало XVI века) из музея «Ростовский кремль»;
- «Умиление» (XVI век) из бывшего собрания И. С. Остроухова, сейчас в собрании Государственной Третьяковской галереи;
- «Умиление» (XVI век) из суздальского Спасо-Евфимиева монастыря, сейчас в собрании Государственного Русского музея;
- «Умиление» (XVI век) из собрания Государственной Третьяковской галереи.

Богоматерь Умиление Подкубенская из Воскресенской церкви — древнейший сохранившийся образ. Примечательно, что другие известные иконы принадлежат к несколько отличному изводу. Только на иконе из Воскресенской церкви имеются следующие отличия от всех остальных известных образов этого ряда:
- Младенец держится за края мафория обеими ручками, в то время как на остальных правой ручкой Он тянется к лику Богоматери.
- Богоматерь левой рукой придерживает Младенца за спину, на остальных поддерживает снизу.
- Младенец, уцепившись обеими руками за края мафория, привстаёт, Его левая ножка выпрямлена. На остальных иконах Его поза более статична, Он сидит на руках Богоматери.
- На Младенце отсутствует пояс.

Имеющиеся отличия, как считается, могут свидетельствовать о существовании у образа Богоматери Умиление XV—XVI веков общего протографа, который появился после создания Подкубенской иконы, которая в свою очередь была скопирована с более древней несохранившейся иконы, возможно, привезённой из Византии.